# دانبکووو
دانبکووو (به لهستانی:  Dąbkowo) یک روستا در لهستان است که در گمینا گودکووو واقع شده‌است.